# Abhinavagupta
Abhinavagupta, né vers 950 et mort vers 1020, est un maître du shivaïsme du Cachemire, actif entre 975 et 1015. Il fut aussi maître en yoga, tantra, poétique, dramaturgie.

## Biographie
Philosophe, poète, musicien, grammairien indien du Cachemire d'expression sanskrite, auteur d'œuvres nombreuses inspirées par le culte de Shiva, et de commentaires de textes traditionnels hindous. Il a plusieurs maîtres de différentes traditions (shivaïsme tantrique, bouddhisme, jaïnisme). Il voyage également hors du Cachemire et y revient définitivement vers 980, où il aurait vécu à Srinagar. Sa réputation est importante et des disciples viennent de toute l'Inde pour suivre son enseignement. Ses premières œuvres étaient fondées sur les agama ; il écrit ensuite sous le titre Abhinavabharati (en) le commentaire qui deviendra célèbre d'un traité de dramaturgie, le Nâtya-shâstra ; il fera également le commentaire de diverses strophes philosophiques, d'une manière originale. On sait peu de choses sur la fin de sa vie.

## Hymnes
Lilian Silburn a réalisé en 1970 la traduction française et le commentaire de huit hymnes composés par Abhinavagupta. Selon André Bareau, « dans l'introduction, elle esquisse le portrait de cet auteur, « l'un des plus puissants génies [...] de tous les métaphysiciens et mystiques de l'Inde » qui pourtant n'en manque pas, puis elle présente ces huit hymnes, très peu connus en Inde même malgré leur beauté et leur valeur religieuse, et elle résume enfin les principales idées qui y sont exprimées ainsi que dans les autres œuvres d'Abhinavagupta. Cinq des hymnes présentés ici sont des louanges adressées à Shiva, et les trois autres de très courts traités en vers célébrant la Conscience absolue sous divers noms. »
En voici un extrait : « Goûte toujours la paix et abstiens-toi du perpétuel bavardage aux vains propos en évitant les expressions « qui es-tu ? pourquoi ? comment ? qu'est-cela ? » qui encombrent le chemin. Ce qui se révèle alors comme la lumière éclairant les distinctions entre existence et non-existence, c'est la manière d'être sans fissure, le Vide, le domaine de Shiva, la Réalité, le suprême brahman. »

## Œuvres principales
- Tantraloka, Le monde du tantra, en 12 volumes.
- Tantralokasara
- Paramarthasara
- Pratyabhijnavimarshini
- Hymnes, traduits et annotés par Lilian Silburn.
- La reconnaissance du Soi selon Abhinavagupta (Xe – XIe siècles), 2023, Éd. Almora; Illustrated édition,  (ISBN 978-2351185414).